# Darwin (Ausztrália)
Darwin Ausztrália Északi területének fővárosa. Lakosainak száma 2014-ben 146 000 fő volt, ezzel a terület legnépesebb városa, ugyanakkor az összes ausztrál szövetségi állam és terület fővárosa közül a legkisebb népességű.

## Földrajza
A Timor-tenger partján egy félszigeten fekszik. Délkeleti szomszédja Palmerston.

### Éghajlat
Éghajlata trópusi.
| Hónap                         | Jan. | Feb. | Már. | Ápr. | Máj. | Jún. | Júl. | Aug. | Szep. | Okt. | Nov. | Dec. | Év   |
| ----------------------------- | ---- | ---- | ---- | ---- | ---- | ---- | ---- | ---- | ----- | ---- | ---- | ---- | ---- |
| Rekord max. hőmérséklet (°C)  | 36,1 | 36,0 | 36,0 | 36,7 | 36,0 | 34,6 | 34,8 | 37,0 | 37,7  | 38,9 | 37,3 | 37,0 | 38,9 |
| Átlagos max. hőmérséklet (°C) | 31,8 | 31,4 | 31,9 | 32,7 | 32,1 | 30,7 | 30,6 | 31,4 | 32,6  | 33,3 | 33,3 | 32,7 | 32,0 |
| Átlagos min. hőmérséklet (°C) | 24,8 | 24,7 | 24,6 | 24,0 | 22,2 | 19,9 | 19,3 | 20,3 | 23,0  | 24,9 | 25,3 | 25,3 | 23,2 |
| Rekord min. hőmérséklet (°C)  | 20,2 | 17,2 | 19,2 | 16,0 | 13,8 | 12,1 | 10,4 | 13,0 | 14,3  | 19,0 | 19,3 | 19,8 | 10,4 |
| Átl. csapadékmennyiség (mm)   | 430  | 375  | 317  | 101  | 21   | 2    | 1    | 5    | 16    | 71   | 143  | 254  | 1733 |
| Havi napsütéses órák száma    | 177  | 162  | 211  | 261  | 298  | 297  | 313  | 319  | 297   | 291  | 252  | 214  | 3092 |
| Forrás: "Darwin Airport AWS"  |      |      |      |      |      |      |      |      |       |      |      |      |      |

| Hónap                         | Jan. | Feb. | Már. | Ápr. | Máj. | Jún. | Júl. | Aug. | Szep. | Okt. | Nov. | Dec. | Év   |
| ----------------------------- | ---- | ---- | ---- | ---- | ---- | ---- | ---- | ---- | ----- | ---- | ---- | ---- | ---- |
| Rekord max. hőmérséklet (°C)  | 37,7 | 38,3 | 37,8 | 38,3 | 37,4 | 35,8 | 36,7 | 37,1 | 38,3  | 40,4 | 38,8 | 38,8 | 40,4 |
| Átlagos max. hőmérséklet (°C) | 32,4 | 32,2 | 32,7 | 33,5 | 32,6 | 31,2 | 30,6 | 31,7 | 33,0  | 34,1 | 34,2 | 33,6 | 32,7 |
| Átlagos min. hőmérséklet (°C) | 25,2 | 25,0 | 24,9 | 24,4 | 22,6 | 20,8 | 19,7 | 20,9 | 23,3  | 25,1 | 25,5 | 25,6 | 23,6 |
| Rekord min. hőmérséklet (°C)  | 20,2 | 20,5 | 20,0 | 18,9 | 15,7 | 13,4 | 13,7 | 14,7 | 17,2  | 20,4 | 16,7 | 20,8 | 13,4 |
| Átl. csapadékmennyiség (mm)   | 393  | 330  | 257  | 103  | 14   | 3    | 1    | 2    | 13    | 52   | 124  | 242  | 1533 |

## Történelem
Eredetileg a bennszülött larrakia törzs lakott ezen a területen, mielőtt az európaiak letelepedtek. A holland hajósok az 1600-as években elérték Észak-Ausztráliát és térképeket is készítettek a partról, de az első európai települést csak jóval később, 1869-ben alapították. A következő évben a kiépülő ausztrál telefonhálózat összekötötte a világgal a kis települést, ami gyorsan növekedett, miután az 1880-as években arany után kezdtek kutatni a Pine Creek területen. 1911-ben a terület adminisztrációját Dél-Ausztráliától a szövetségi kormány vette át, és a helységet Charles Darwin angol kutatóról nevezték el, akinek a hajója, a HMS Beagle itt kötött ki az 1830-as években.
A huszadik században két jelentősebb történelmi esemény kötődik a városhoz. A második világháború idején, 1942. február 19-én japán repülők bombázták, 243 ember veszítette életét. 1974-ben, karácsony napján lecsapott az ország történetének legsúlyosabb ciklonja, a Tracy ciklon. A vihar tönkretette a város 70%-át, 71 ember halt meg. Ezután 30 000 embert telepítettek ki. Az 1970-es évek végén a települést új, modern anyagokkal és módszerekkel újjáépítették.
2003. szeptember 17-én fejezték be a 3000 km-es Adelaide–Darwin-vasútvonalat, ami a kontinenst észak-dél irányban szeli át.

## Galéria

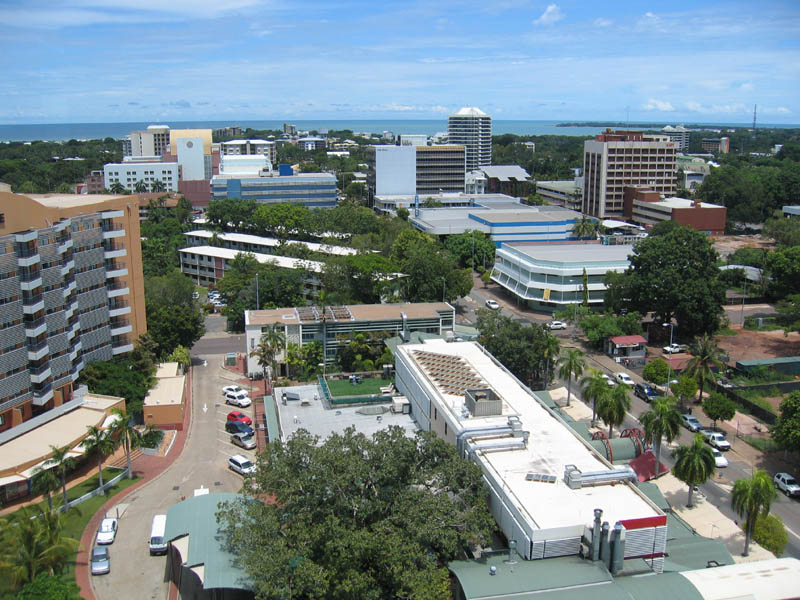
Darwin belvárosa 2005-ben
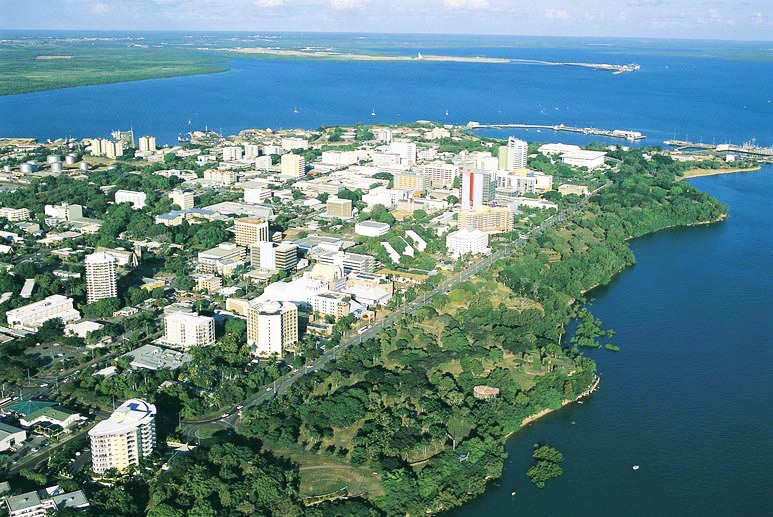
Darwin (2006)
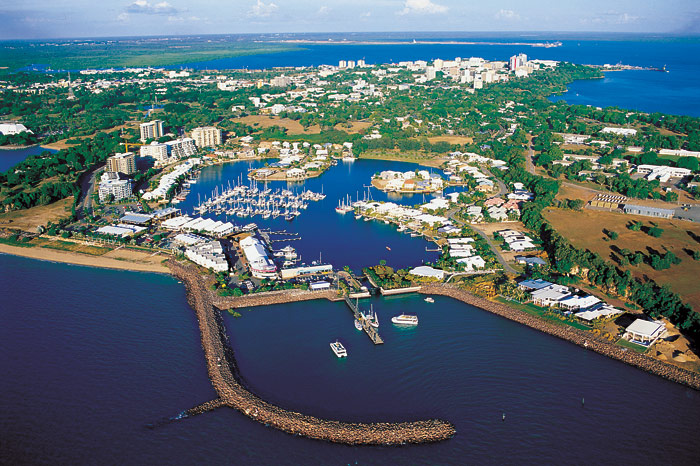
A Cullen Bay kikötő
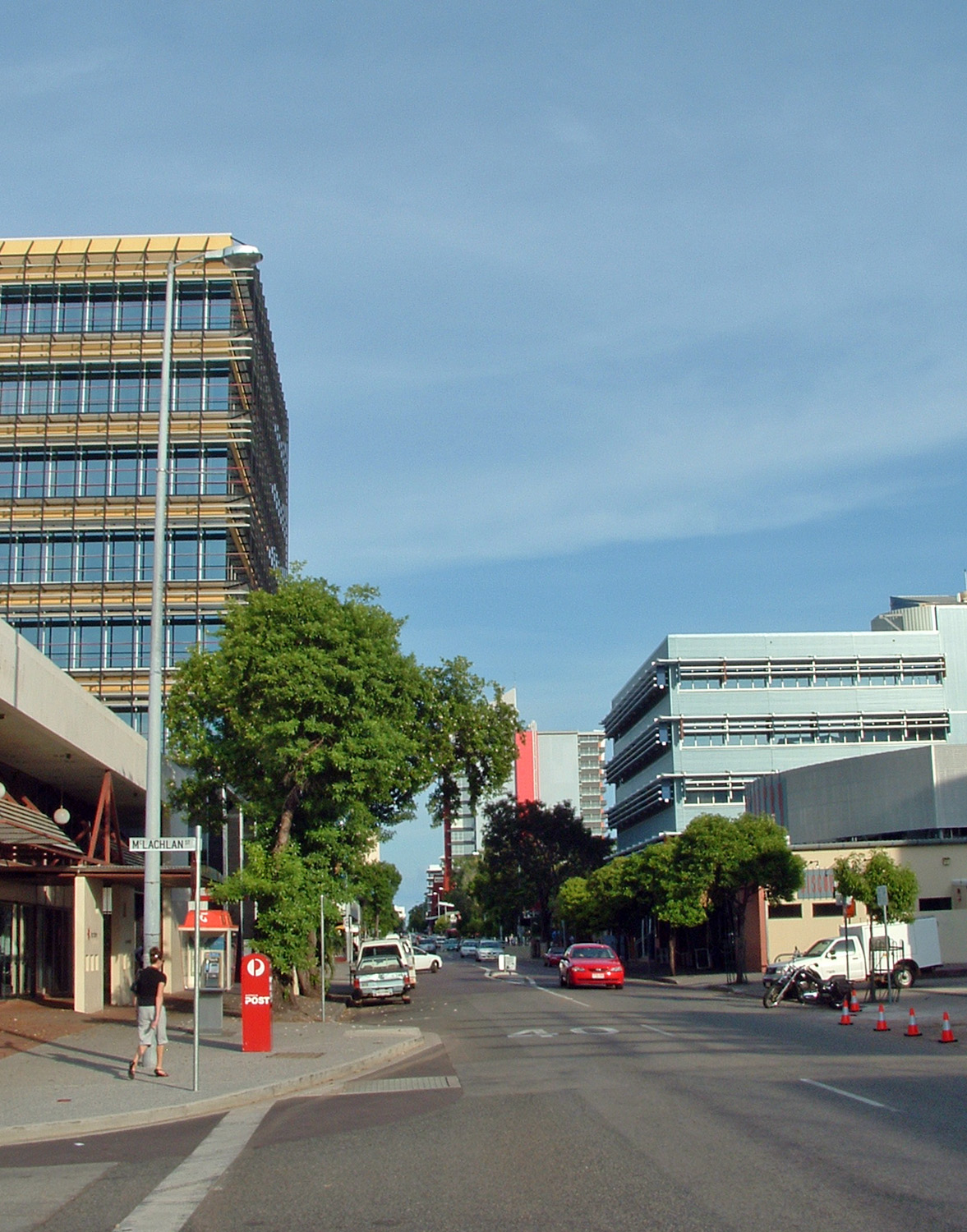
Mitchell Street
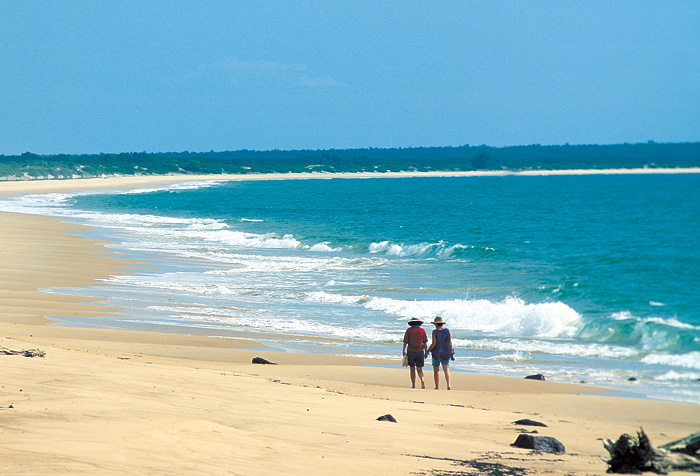
Casuarina Beach

## Testvértelepülések
- Dili, Kelet-Timor

## Külső hivatkozások
- Darwin városi tanács honlapja (angolul)

1. ↑  Australian Statistical Geography Standard 2021. Australian Bureau of Statistics, 2021. július 20. (Hozzáférés: 2023. április 24.)